# Kyra Cooney-Cross
Kyra Cooney‑Cross (Brisbane, 15 februari 2002) is een Australisch voetbalspeelster die als middenvelder uitkomt voor Arsenal in de Super League.

## Clubcarrière
Cooney-Cross debuteerde op vijftienjarige leeftijd in de Australische A‑League Women voor Melbourne Victory FC tijdens het seizoen 2017/18, waarin ze twaalf wedstrijden speelde en twee doelpunten maakte. In 2019 stapte ze over naar Western Sydney Wanderers, waar ze haar debuut bekroonde met een doelpunt uit een vrije trap in de slotfase tegen Adelaide United.
Cooney-Cross keerde in 2020 terug naar Melbourne Victory. In de verlenging van de kampioensfinale 2020/21 scoorde ze een “olimpico”, een rechtstreeks doelpunt uit een corner. Door dit doelpunt werd de titel veiliggesteld. Cooney-Cross werd na afloop van het seizoen uitgeroepen tot Westfield W‑League Young Footballer of the Year.
In 2022 maakte Cooney-Cross de overstap naar Europa en tekende ze een contract bij Hammarby IF in Zweden. Hier groeide ze uit tot een vaste waarde en hielp ze haar ploeg aan het winnen van de Zweedse beker in 2023, de eerste prijs van de club in 28 jaar.
Nadat ze met haar land de halve finale had behaald op het WK 2023 in eigen land en Nieuw-Zeeland, tekende Cooney-Cross een contract bij Arsenal in de Engelse Super League. Ze maakte haar debuut voor Arsenal op 1 oktober 2023 tegen Liverpool. Cooney-Cross scoorde haar eerste doelpunt voor de Londense club in een League Cup wedstrijd tegen Brighton & Hove Albion op 23 januari 2025. Met Arsenal won Cooney-Cross datzelfde seizoen de Champions League door in de finale met 1-0 van FC Barcelona te winnen.

## Statistieken
| Seizoen | Club                 | Land      | Competitie     | Wedstrijden | Doelpunten |
| ------- | -------------------- | --------- | -------------- | ----------- | ---------- |
| 2017/18 | Melbourne Victory FC | Australië | A-League Women | 12          | 2          |
| 2018/19 | Melbourne Victory FC | Australië | A-League Women | 4           | 0          |
| 2019/20 | WS Wanderes          | Australië | A-League Women | 13          | 4          |
| 2020/21 | Melbourne Victory FC | Australië | A-League Women | 14          | 6          |
| 2021/22 | Melbourne Victory FC | Australië | A-League Women | 14          | 1          |
| 2022    | Hammarby IF          | Zweden    | Damallsvenskan | 12          | 1          |
| 2023    | Hammarby IF          | Zweden    | Damallsvenskan | 18          | 0          |
| 2023/24 | Arsenal              | Engeland  | Super League   | 14          | 0          |
| 2024/25 | Arsenal              | Engeland  | Super League   | 19          | 0          |
| Totaal  | Totaal               | Totaal    | Totaal         | 120         | 14         |

Laatste update: 30 juli 2025

## Interlandcarrière
Cooney-Cross kwam uit voor verschillende Australische jeugdelftallen voordat ze in juni 2021 haar debuut maakte voor het nationale vrouwenteam in een vriendschappelijke wedstrijd tegen Denemarken. In datzelfde jaar maakte ze deel uit van de selectie voor de Olympische Zomerspelen in Tokio, waar Australië de halve finales bereikte en als vierde eindigde.
In 2023 werd ze geselecteerd voor het WK vrouwenvoetbal, dat plaatsvond in Australië en Nieuw-Zeeland. Ze speelde in alle wedstrijden van haar team, dat wederom de halve finales haalde en uiteindelijk vierde werd nadat de troostfinale verloren werd tegen Zweden.
In 2024 volgde voor Cooney-Cross een nieuwe uitverkiezing voor de Olympische Zomerspelen 2024 in Frankrijk. Ze maakte haar eerste doelpunt voor The Matildas tijdens een vriendschappelijke interland tegen Duitsland op 28 oktober 2024 in Duisburg.